# Bloomington (Illinois)
Bloomington és una població dels Estats Units a l'estat d'Illinois. Segons el cens del tenia 74.975 habitants.

## Demografia
Segons el cens del 2000, Bloomington tenia 64.808 habitants, 26.642 habitatges, i 15.718 famílies. La densitat de població era de 1.112,1 habitants/km².
Dels 26.642 habitatges en un 30,7% hi vivien nens de menys de 18 anys, en un 46,3% hi vivien parelles casades, en un 9,7% dones solteres, i en un 41% no eren unitats familiars. En el 32,8% dels habitatges hi vivien persones soles el 9,1% de les quals corresponia a persones de 65 anys o més que vivien soles. El nombre mitjà de persones vivint en cada habitatge era de 2,34 i el nombre mitjà de persones que vivien en cada família era de 3,04.
Per edats la població es repartia de la següent manera: un 24,9% tenia menys de 18 anys, un 12,5% entre 18 i 24, un 33,3% entre 25 i 44, un 19,3% de 45 a 60 i un 9,9% 65 anys o més.
L'edat mediana era de 32 anys. Per cada 100 dones de 18 o més anys hi havia 91 homes.
La renda mediana per habitatge era de 46.496 $ i la renda mediana per família de 61.093 $. Els homes tenien una renda mediana de 41.736 $ mentre que les dones 29.077 $. La renda per capita de la població era de 24.751 $. Aproximadament el 4,3% de les famílies i el 7,8% de la població estaven per davall del llindar de pobresa.

## Poblacions més properes
El següent diagrama mostra les poblacions més properes.

## Personatges il·lustres
- Clinton Joseph Davisson, premi Nobel de Física el 1937.
- Minnie Saltzmann-Stevens (1878-1950) contralt.